# Sarah (モデル)
Sarah（さら、本名及び生年月日未公表）は、静岡県出身で、TIAMOREに所属するタレント及びモデル。モデル活動名義は、Sarah（サラ）。

## 人物
- 趣味は、ピアノ演奏。
- 両親が近畿地方出身の関係で、家族内の会話が関西方言のため、日常会話でも関西訛りが出る。
- 幼少の頃より始めた剣道は、全日本剣道連盟2段の有段資格を持つ。高校卒業まで続けた。
- 中学3年生時点では、得意の理系分野に進んで研究者として、将来は大学教授になることを志していた。
- 大学入学後、短期ドイツ語学留学プログラムを利用し、1年間の留学に派遣されたため、ドイツ語が得意。

## 活動略歴
- ミスコンテスト、テレビCM、BeeTV、サロンモデル、ポートレートモデル、フォト撮影会など。